# Elgaria
Genre
Elgaria est un genre de sauriens de la famille des Anguidae.

## Répartition
Les 7 espèces de ce genre se rencontrent en Amérique du Nord.

## Liste des espèces
Selon The Reptile Database (9 avril 2013) :
- Elgaria cedrosensis (Fitch, 1934)
- Elgaria coerulea (Wiegmann, 1828)
- Elgaria kingii Gray, 1838
- Elgaria multicarinata (Blainville, 1835)
- Elgaria panamintina (Stebbins, 1958)
- Elgaria paucicarinata (Fitch, 1934)
- Elgaria velazquezi Grismer & Hollingsworth, 2001

## Publication originale
- Gray, 1838 : Catalogue of the slender-tongued saurians, with descriptions of many new genera and species. Annals and Magazine of Natural History, sér. 1, vol. 1, p. 274-283, 388-394 (texte intégral).